# Richard-von-Weizsäcker-Journalistenpreis
Der Richard-von-Weizsäcker-Journalistenpreis der Unionhilfswerk-Stiftung wird seit 2006 zu Ehren des 2015 verstorbenen Politikers Richard von Weizsäcker für journalistische Beiträge vergeben, die sich in besonderer Art und Weise mit den Themen Sterben, Tod und Trauer auseinandersetzen.
Der Preis der Unionhilfswerk-Stiftung mit Sitz in Berlin wird alle zwei Jahre durch eine unabhängige Jury unter dem Vorsitz des früheren EKD-Ratsvorsitzenden Wolfgang Huber verliehen. Er ist mit insgesamt 10.000 Euro dotiert: für den 1. Preis 5.000 Euro, für den 2. Preis 3.000 Euro und für den 3. Preis 2.000 Euro.

## Preisträger
2006 – Würdevoll und selbstbestimmt... bis zuletzt
- 1. Preis: Heidi und Bernd Umbreit: Zeit, die mir noch bleibt (ARD/WDR)
- 2. Preis: Miriam Opresnik: Kein Mensch soll alleine sterben müssen (Hamburger Abendblatt)
- 3. Preis: Elke Winkelhaus: Sterbebegleitung mit Musik (Hörfunk)

2008 – ... und plötzlich hatte ich keine Angst mehr!
- 1. Preis: Claudia und Günter Berghaus: Das geliebte Leben (3sat)
- 2. Preis: Alexandros Stefanidis: Ein Leben nach dem Tod (Süddeutsche Zeitung Magazin)
- 3. Preis: Susanne Pfaller-Segator: Primi Passi – den Tod eines Kindes überleben (Bayern2 Radio)

2010 – ...lass uns darüber reden!
- 1. Preis: Jule Sommer und Udo Kilimann: Mein Wille geschehe (ARD)
- 2. Preis: Gabi Stief: Der letzte Wille (Hannoversche Allgemeine Zeitung)
- 3. Preis: Birgit Lutz-Temsch: Am Schlimmsten ist die Liebe (Süddeutsche Zeitung)

2012 – Alt und dement – und dennoch in Würde leben und sterben
- 1. Preis: Sigrid Faltin: Letzte Saison – Wenn es Zeit ist zu sterben (ARD)
- 2. Preis: Axel Svehla: Festgeschnallt und ausgeliefert – Zwangsfixierungen im Pflegeheim (ARD)
- 3. Preis: Rafaela von Bredow, Annette Bruhns, Manfred Dworschak, Laura Höflinger, Anna Kistner, Conny Neumann: Zu Blau der Himmel (Spiegel)

2014 – Bis dass der Tod uns scheidet – Beziehungen am Lebensende
- 1. Preis: Christoph Cadenbach: Luna & Pascal (Süddeutsche Zeitung Magazin)
- 2. Preis: Tobias Henkenhaf: Eine letzte Runde noch – Erfahrungen am Lebensende (Bayern2)
- 3. Preis: Kathrin Runge: Schön, dass du da warst, mein Sohn (Frankfurter Allgemeine Sonntagszeitung)

2016 – Du sollst Vater und Mutter ehren – pflegende Angehörige zwischen Aufgabe und Aufgeben
- 1. Preis: Nikolas E. Fischer: Wenn einen der Schlag trifft…eine Radiogeschichte über die Lust zu leben (WDR5/WDR-KiRaKa)
- 2. Preis: Wolfgang Thielmann: Heim statt Heimat (Die ZEIT, Ressort Christ und Welt)
- 3. Preis: Judith Luig: Wo ist mein Vater geblieben? (Berliner Morgenpost)

2018 – Wie hältst du das eigentlich aus – Perspektiven von Pflegenden und Pflegebedürftigen am Lebensende
- 1. Preis: Kathrin Runge: Kleine mit großer Last, Ich bin auch daran gewachsen (F.A.S.)
- 2. Preis: Dominic Egizzi: Abschied vom Leben – Letzte Fahrt mit dem Wünschewagen (ARTE)
- 3. Preis: Karl Grünberg: Nachruf auf Katrin und Elias Linus Eichelbaum (Tagesspiegel)

2020 – Ich bin für dich da. Werde ich morgen noch gut versorgt?
- 1. Preis: Nancy Fischer und Lan-Na Grosse: Die Pflegeklasse (ZDF-Mittagsmagazin)
- 2. Preis: Fabian Franke: Frau Hartmann kommt halb acht (taz am Wochenende)
- 3. Preis: Katja Döhne: Vergissmeinnicht – Der richtige Umgang mit Dementen? (Demenzdorf in Tönebön) (Y-Kollektiv, YouTube)

2022 – Wege aus der Einsamkeit – Herausforderung für die Gesellschaft?
- 1. Preis: Sylvie Liebsch-Küster: Die Andersmacherin: Silverline (Frau TV, WDR)
- 1. Preis: Patrick Witte Weniger Stille in der Idylle (stern-Magazin Gesund leben)
- 3. Preis: Benjamin Hindrichs: Was gegen Einsamkeit hilft? Gesetze! (Krautreporter)